# Arterite

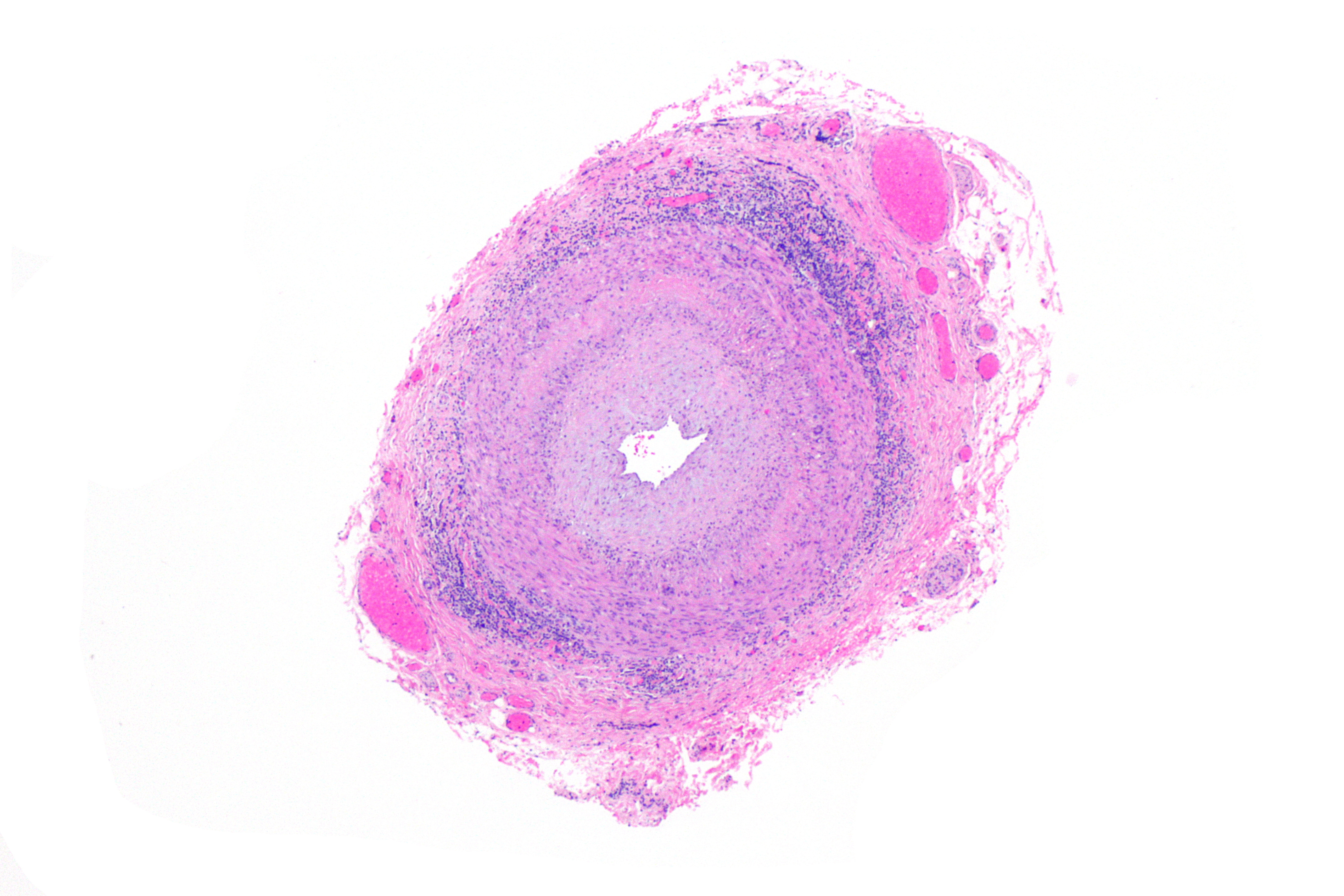
Micrografia de arterite de células gigantes (arterite temporal)

Arterite é a inflamação das paredes das artérias, geralmente como resultado de uma infecção ou resposta auto-imune.

## Tipos
- Arterite temporal - também chamada de arterite de células gigantes.
- Arterite de Takayasu - afeta a aorta e seus ramos.
- Poliarterite nodosa